# Лущенко, Григорий Андреевич
Григорий Андреевич Лущенко (1906—1977) — майор Советской Армии, участник Великой Отечественной войны, Герой Советского Союза (1946).

## Биография
Григорий Лущенко родился 5 августа 1906 года в селе Барановка (ныне — Глуховский район Сумской области Украины). После окончания начальной школы работал помощником котельщика на сахарном заводе в Киеве. В 1929 году Лущенко был призван на службу в Рабоче-крестьянскую Красную Армию. В 1931 году он окончил Оренбургскую военную авиационную школу лётчиков и лётнабов, в 1938 году — курсы штурманов при Высшем военно-морском авиационном училище лётчиков. С мая 1942 года — на фронтах Великой Отечественной войны.
К концу войны гвардии капитан Григорий Лущенко был штурманом эскадрильи 20-го гвардейского бомбардировочного авиаполка 13-й гвардейской бомбардировочной авиадивизии 2-го гвардейского бомбардировочного авиакорпуса 18-й воздушной армии АДД СССР. За время своего участия в войне он совершил 208 боевых вылетов на бомбардировку скоплений боевой техники и живой силы противника, его важных объектов, нанеся ему большие потери.
Указом Президиума Верховного Совета СССР от 15 мая 1946 года за «образцовое выполнение боевых заданий командования на фронте борьбы с немецкими захватчиками и проявленные при этом мужество и героизм» гвардии капитан Григорий Лущенко был удостоен высокого звания Героя Советского Союза с вручением ордена Ленина и медали «Золотая Звезда» за номером 8295.
После окончания войны Лущенко продолжил службу в Советской Армии. В 1948 году он окончил Высшую офицерскую лётно-тактическую школу. В 1953 году в звании майора Лущенко был уволен в запас. Проживал в Запорожье. Умер 6 июля 1977 года.
Был также награждён тремя орденами Красного Знамени, орденами Александра Невского, Отечественной войны 1-й степени, двумя орденами Красной Звезды, рядом медалей.